# Alejandro Castro Espín
Alejandro Castro Espín (* 29. července 1965, Havana, Kuba) je kubánský plukovník, jediný syn bývalého prezidenta země Raúla Castra. Kvůli válečnému zranění je známý pod přezdívkou „El Tuerto“ (jednooký).

## Život
Je původní profesí elektroinženýr, vystudoval však také obor mezinárodní vztahy. Sloužil v intervenčních jednotkách za občanské války v Angole, v této době přišel částečně o zrak.
Je autorem knihy, Estados Unidos: El precio del poder (Havana, 2015), jejímž námětem jsou Spojené státy americké a jejich mocenské zájmy na americkém kontinentu. Přispívá také pod svým jménem do kubánského periodika Cubadebate.

## Úvahy o nástupnictví
Alejandro Castro byl vedle viceprezidenta Miguela Díaz-Canela zmiňován jako možný nástupce svého otce v prezidentském úřadu, kterému byl oficiálně poradcem. Byl u setkání Raúla s americkým prezidentem Barackem Obamou v dubnu 2015 v Panamě. Za kubánskou stranu údajně vedl jednání o obnovení vztahů se Spojenými státy. Byl rovněž u schůzky svého otce s papežem Františkem. Nakonec se však stal v roce 2018 kubánským prezidentem a v roce 2021 prvním tajemníkem Komunistické strany Kuby právě Miguel Díaz-Canel.